# Vorawongse II
Koning Somdetch Brhat-Anya Chao Vora Varman Dharmika Raja Jaya Sri Sadhana Kanayudha, beter bekend onder de naam Vorawongse II. Hij volgde zijn neef Nokkeo Kumman op als 22e koning van Lan Xang in 1596. Hij was een kleinzoon van koning Photisarat I. Hij werd geboren in 1585 uit een huwelijk tussen prinses (Chao Fa Nying) Dharmagayi (Kham Khai) (de jongste dochter van koning Photisarat I) en Brhat Varapitra (Vorapita). Zijn vader was regent voor hem omdat hij minderjarig was. In 1599 namen rebellen hem echter gevangen en proclameerden hem tot koning. In 1602 deed zijn vader afstand van het regentschap en ging de tempel in. In 1603 werd Vorawongse II officieel gekroond en verklaarde meteen dat Lan Xang geen tribuut meer zou betalen aan de Birmezen. In 1621 werd hij afgezet door zijn zoon Uponyuvarat I en in diens opdracht in 1622 vermoord.
Hij had voor zover bekend twee zoons:
- Prins (Chao Fa) Uponyuvarat I, dit is een Franse verbastering van het woord Upayuvaraja dat grote koning betekent. Zijn echte naam is niet bekend.
- Prins (Chao Fa) Manikya Kaeva (Mom Keo) die in 1627 koning zou worden.